# Municipio de Bowman (Arkansas)
El municipio de Bowman (en inglés: Bowman Township) es un municipio ubicado en el condado de Cleveland en el estado estadounidense de Arkansas. En el año 2010 tenía una población de 530 habitantes y una densidad poblacional de 7,9 personas por km².

## Geografía
El municipio de Bowman se encuentra ubicado en las coordenadas 34°0′39″N 92°6′15″O / 34.01083, -92.10417. Según la Oficina del Censo de los Estados Unidos, el municipio tiene una superficie total de 67.05 km², de la cual 66,77 km² corresponden a tierra firme y (0,42 %) 0,28 km² es agua.

## Demografía
Según el censo de 2010, había 530 personas residiendo en el municipio de Bowman. La densidad de población era de 7,9 hab./km². De los 530 habitantes, el municipio de Bowman estaba compuesto por el 85,09 % blancos, el 13,77 % eran afroamericanos, el 0,19 % eran amerindios, el 0,19 % eran asiáticos, el 0,19 % eran de otras razas y el 0,57 % eran de una mezcla de razas. Del total de la población el 0,38 % eran hispanos o latinos de cualquier raza.